# Budrio
Budrio is een gemeente in de Italiaanse metropolitane stad Bologna (regio Emilia-Romagna) en telt 16.167 inwoners (31-12-2004). De oppervlakte bedraagt 120,1 km², de bevolkingsdichtheid is 127 inwoners per km².
De volgende frazioni maken deel uit van de gemeente: Armarolo, Bagnarola, Canaletti, Cazzano, Cento, Mezzolara, Riccardina, Vedrana, Vigorso.

## Demografie
Budrio telt ongeveer 6757 huishoudens. Het aantal inwoners steeg in de periode 1991-2001 met 8,7% volgens cijfers uit de tienjaarlijkse volkstellingen van ISTAT.

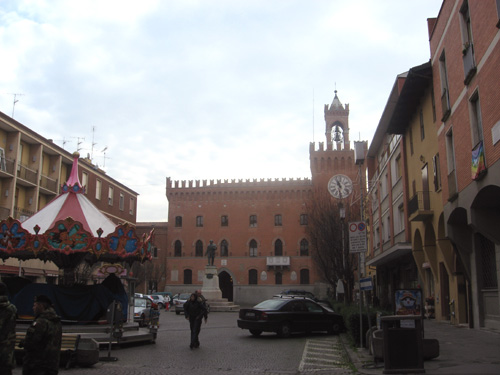
Piazza Quirico Filopanti

| Jaar | Inwoneraantal |
| ---- | ------------- |
| 1991 | 14.171        |
| 2001 | 15.403        |

## Geografie
De gemeente ligt op ongeveer 26 meter boven zeeniveau.
Budrio grenst aan de volgende gemeenten: Castenaso, Granarolo dell'Emilia, Minerbio, Molinella, Medicina.

## Geboren
- Anselmo Colzani (28 maart 1918), operazanger
- Marco Orsi (11 december 1990), zwemmer